# Jane Comerford

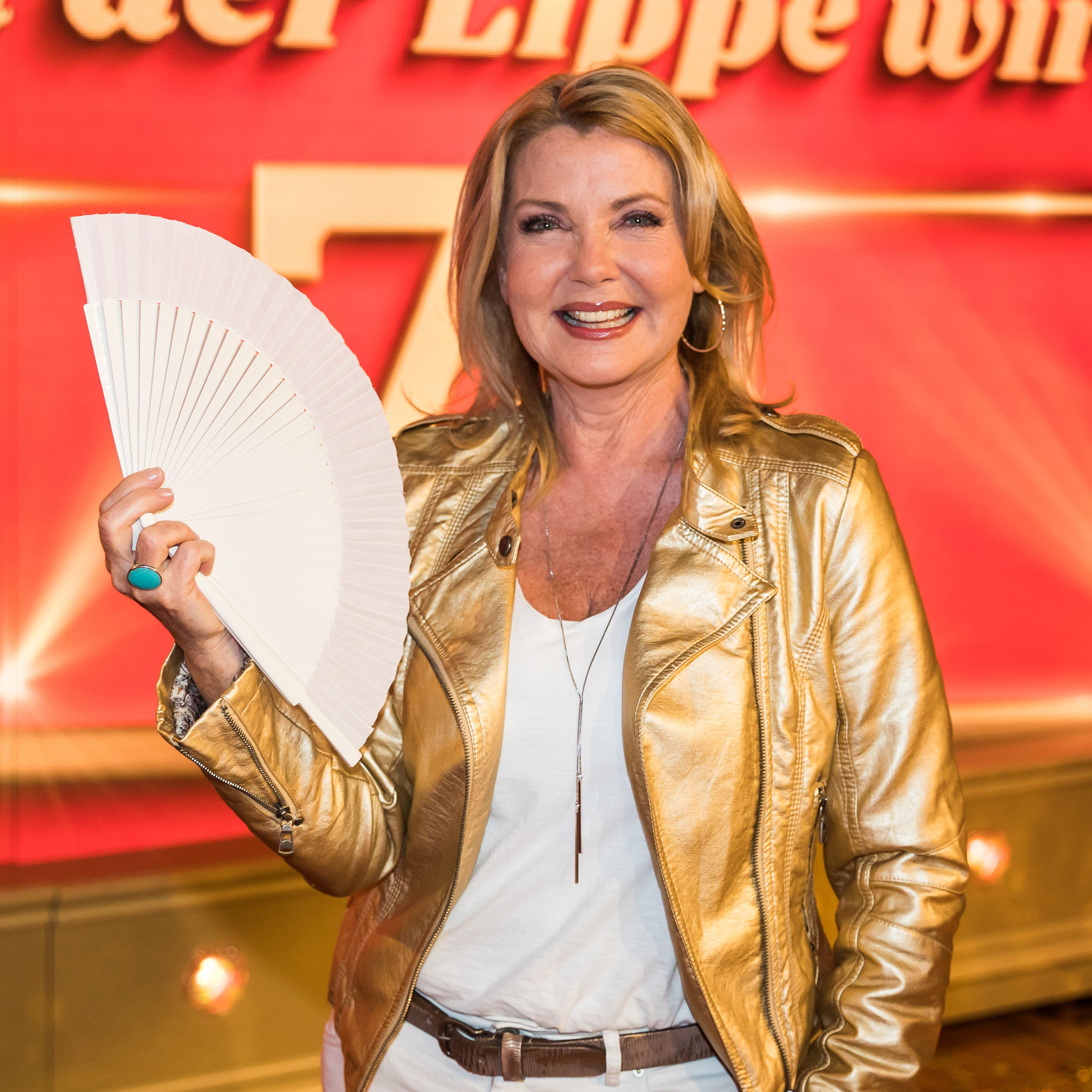
Jane Comerford, 2018

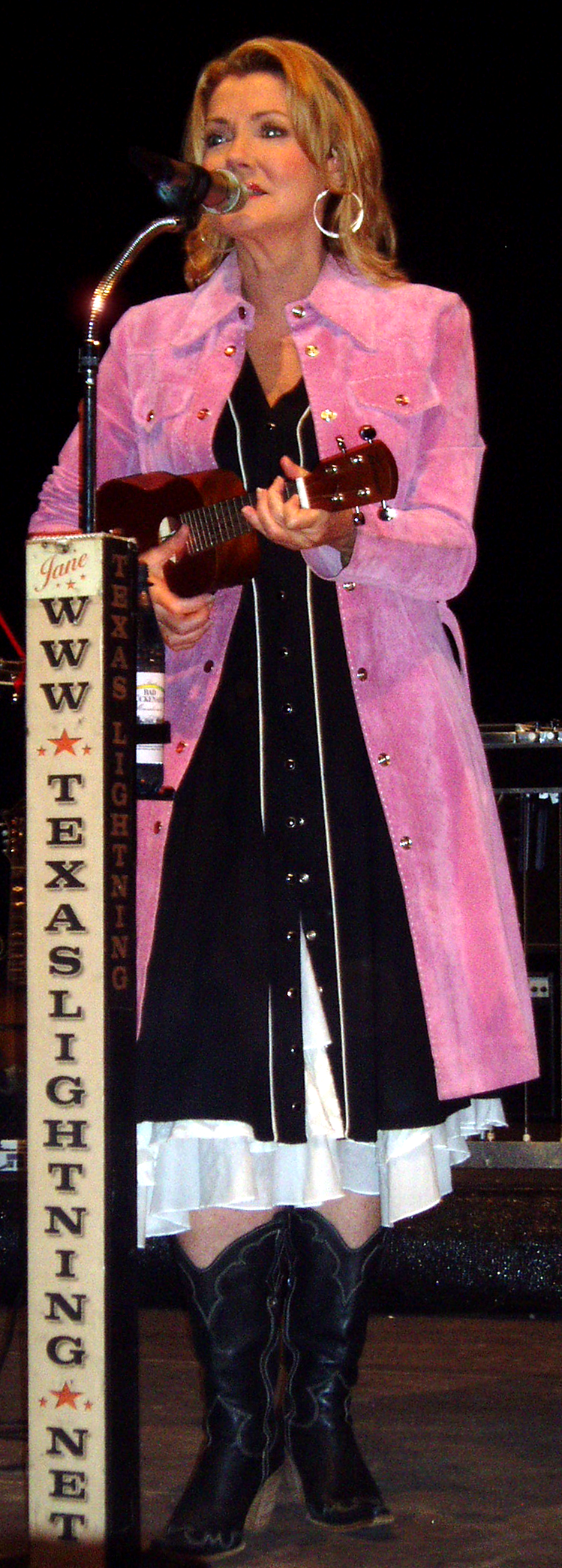
Jane Comerford bei einem Auftritt von Texas Lightning im September 2007

Jane Comerford (* 1. Januar 1959 in Newcastle, New South Wales) ist eine australische Dozentin für Gesang und Leadsängerin der deutschen Country-Band Texas Lightning.

## Karriere
Jane Comerford absolvierte eine staatliche Ausbildung in Klavier, Violine und Musiktheorie am Newcastle Konservatorium, die sie als A.Mus.A. (Associate of Music of Australia) abschloss. In Wien, Hamburg und Amsterdam nahm sie zusätzlich Unterricht in Gesang und Ballett und brachte sich das Ukulelespielen bei. Seit 1984 ist sie Dozentin im Popkurs Hamburg an der dortigen Hochschule für Musik und Theater. Sie unterrichtet Gesang, Komposition, Texten, Arrangement und Darstellung. An ihrem Popkurs haben unter anderem Mitglieder von Wir sind Helden, Die Happy, Cultured Pearls und Seeed teilgenommen.
Jane Comerford spielte die Rolle der Éponine in der ersten deutschsprachigen Fassung des Musicals Les Misérables in Wien und war unter anderem Studio-Sängerin für Dieter Bohlen, Marky Mark, Heinz Rudolf Kunze, Roger Whittaker, Vicky Leandros, Nino de Angelo, Baccara, Howard Carpendale, Drafi Deutscher, Al Martino, Freddy Quinn, Peter Herbolzheimer, Wildecker Herzbuben und James Last. 1998 veröffentlichte sie mit der CD Somebody Sent Me an Angel eine Sammlung eigener Lieder. Das Album enthält neben einer Interpretation des Standards My Love and I neun selbstgeschriebene Stücke, die stilistisch dem Folk- und Country-Bereich zuzuordnen sind. Das Lied I Feel Herzschmerz stellte sie in Jürgen von der Lippes Show Geld oder Liebe vor und veröffentlichte es als Single. In der Fernsehserie Fame Academy trat sie 2003 drei Monate lang täglich als Gesangslehrerin auf.
Seit 2005 ist Jane Comerford Leadsängerin der Band Texas Lightning, die am 20. Mai 2006 beim Eurovision Song Contest 2006 in Athen mit dem Titel No No Never den 14. Platz erreichte. Der von ihr geschriebene Song erreichte Platz 1 der deutschen Popcharts und erhielt Dreifach-Gold-Status. Von Juni bis Dezember 2007 wirkte sie als Jurymitglied und Vocalcoach in der sechsten Staffel des Castingformats Popstars mit, aus der die Formation Room 2012 hervorging. Zudem unterstützte sie Oscar Loya und Alex Christensen beim Eurovision Song Contest 2009 in Moskau als Gesangstrainerin. Im April 2014 sang sie zusammen mit Hape Kerkeling auf dessen CD Ich lasse mir das Singen nicht verbieten das Lied Chanson d’amour. Bis 2017 war Jane Comerford mit einer vierköpfigen Band und dem Bühnenprogramm This Is Me. An Evening with Jane Comerford unterwegs. 2018 startete sie ihr neues Soloprogramm Filmreif! Hollywood, Pyjamas & andere Tragödien.
Jane Comerford lebt in Hamburg.